# Hypnobryales
Hypnobryales är en ordning av bladmossor. Hypnobryales ingår i klassen egentliga bladmossor, divisionen bladmossor och riket växter. Enligt Catalogue of Life omfattar ordningen Hypnobryales 12 arter. 
Kladogram enligt Catalogue of Life:
| Hypnobryales | \| \| Anomodontaceae \| \| \| \| \| \| Echinodiaceae \| \| \| \| |
|              | \| \| Anomodontaceae \| \| \| \| \| \| Echinodiaceae \| \| \| \| |
|              | Archidiales                                                      |
|              |                                                                  |
|              | Bryales                                                          |
|              |                                                                  |
|              | Buxbaumiales                                                     |
|              |                                                                  |
|              | Dicranales                                                       |
|              |                                                                  |
|              | Fissidentales                                                    |
|              |                                                                  |
|              | Funariales                                                       |
|              |                                                                  |
|              | Grimmiales                                                       |
|              |                                                                  |
|              | Hookeriales                                                      |
|              |                                                                  |
|              | Hypnales                                                         |
|              |                                                                  |
|              | Isobryales                                                       |
|              |                                                                  |
|              | Leucodontales                                                    |
|              |                                                                  |
|              | Orthotrichales                                                   |
|              |                                                                  |
|              | Polytrichales                                                    |
|              |                                                                  |
|              | Pottiales                                                        |
|              |                                                                  |
|              | Schistostegiales                                                 |
|              |                                                                  |
|              | Seligerales                                                      |
|              |                                                                  |
|              | Tetraphidae                                                      |
|              |                                                                  |
|              | Tetraphidales                                                    |
|              |                                                                  |
|              | Anomodontaceae                                                   |
|              |                                                                  |
|              | Echinodiaceae                                                    |
|              |                                                                  |

|  | Anomodontaceae |
|  |                |
|  | Echinodiaceae  |
|  |                |